# Volta a Catalunya de 1995
La Volta a Catalunya de 1995 va ser 75a edició de la Volta Ciclista a Catalunya. Es disputà en 7 etapes més un pròleg del 15 al 22 de juny de 1995 amb un total de 1.146,1 km. El vencedor final fou el francès Laurent Jalabert de l'equip ONCE per davant del seu company d'equip Melcior Mauri i Jesús Montoya de l'equip Banesto.
Aquest any, l'UCI va decidir traslladar la "Volta" al juny. Això fa que ciclistes com Indurain i Rominger no s'incriguin pensant amb el Tour. La cursa serà dominada per Laurent Jalabert a partir de la victòria a Montserrat.
Per commemorar el 75a edició, la darrera etapa surt de la Plaça de Sarrià, tal com ho va fer la primera edició del 1911.

## Etapes
| Etapa  | Data       | Ciutats d'etapa                                                           | km    | Vencedor de l'etapa      | Líder de la general      |
| ------ | ---------- | ------------------------------------------------------------------------- | ----- | ------------------------ | ------------------------ |
| Pròleg | 15 de juny | Manlleu – Fàbrica La Piara (Manlleu) (CRI)                                | 3,8   | Maurizio Fondriest (ITA) | Maurizio Fondriest (ITA) |
| 1a     | 16 de juny | Manlleu – Monestir de Montserrat                                          | 191,0 | Laurent Jalabert (FRA)   | Laurent Jalabert (FRA)   |
| 2a     | 17 de juny | Manresa – Torredembarra                                                   | 172,4 | Mario Cipollini (ITA)    | Laurent Jalabert (FRA)   |
| 3a     | 18 de juny | Torredembarra – Barcelona                                                 | 169,5 | Mario Cipollini (ITA)    | Laurent Jalabert (FRA)   |
| 4a     | 19 de juny | Bellver de Cerdanya - Boí Taüll                                           | 226,8 | José María Jiménez (ESP) | Laurent Jalabert (FRA)   |
| 5a     | 20 de juny | Boí Taüll – Lleida                                                        | 163,3 | Mario Cipollini (ITA)    | Laurent Jalabert (FRA)   |
| 6a     | 21 de juny | Caves Segura Viudas (Torrelavit) – Caves Segura Viudas (Torrelavit) (CRI) | 17    | Melcior Mauri (ESP)      | Laurent Jalabert (FRA)   |
| 7a     | 22 de juny | Barcelona – Olot                                                          | 198,4 | Laurent Jalabert (FRA)   | Laurent Jalabert (FRA)   |

### Pròleg[1]
15-06-1995: Manlleu - Fàbrica La Piara (Manlleu), 3,1 km. (CRI):
|   | Ciclista                 | Equip                 | Temps  |
| - | ------------------------ | --------------------- | ------ |
| 1 | Maurizio Fondriest (ITA) | Lampre                | 3' 54" |
| 2 | Claudio Chiappucci (ITA) | Carrera Jeans-Tassoni | + 1"   |
| 3 | Laurent Jalabert (FRA)   | ONCE                  | m. t.  |

|   | Ciclista                 | Equip                 | Temps  |
| - | ------------------------ | --------------------- | ------ |
| 1 | Maurizio Fondriest (ITA) | Lampre                | 3' 54" |
| 2 | Claudio Chiappucci (ITA) | Carrera Jeans-Tassoni | + 1"   |
| 3 | Laurent Jalabert (FRA)   | ONCE                  | m. t.  |

### 1a etapa[2]
16-06-1995: Manlleu – Monestir de Montserrat, 191,0 km.:
|   | Ciclista               | Equip                 | Temps      |
| - | ---------------------- | --------------------- | ---------- |
| 1 | Laurent Jalabert (FRA) | ONCE                  | 5h 02' 09" |
| 2 | Enrico Zaina (ITA)     | Carrera Jeans-Tassoni | + 1"       |
| 3 | Bo Hamburger (DEN)     | TVM                   | m. t.      |

|   | Ciclista               | Equip                 | Temps      |
| - | ---------------------- | --------------------- | ---------- |
| 1 | Laurent Jalabert (FRA) | ONCE                  | 5h 06' 04" |
| 2 | Bo Hamburger (DEN)     | TVM                   | + 12"      |
| 3 | Enrico Zaina (ITA)     | Carrera Jeans-Tassoni | + 13"      |

### 2a etapa[3]
17-06-1995: Manresa – Torredembarra, 172,4 km.:
|   | Ciclista                | Equip | Temps      |
| - | ----------------------- | ----- | ---------- |
| 1 | Mario Cipollini (ITA)   | Saeco | 4h 08' 26" |
| 2 | Silvio Martinello (ITA) | Saeco | m. t.      |
| 3 | Laurent Jalabert (FRA)  | ONCE  | m. t.      |

|   | Ciclista               | Equip                 | Temps      |
| - | ---------------------- | --------------------- | ---------- |
| 1 | Laurent Jalabert (FRA) | ONCE                  | 9h 14' 30" |
| 2 | Bo Hamburger (DEN)     | TVM                   | + 20"      |
| 3 | Enrico Zaina (ITA)     | Carrera Jeans-Tassoni | + 21"      |

### 3a etapa[4]
18-06-1995: Torredembarra - Barcelona, 169,5 km.:
|   | Ciclista               | Equip  | Temps      |
| - | ---------------------- | ------ | ---------- |
| 1 | Mario Cipollini (ITA)  | Saeco  | 4h 33' 05" |
| 2 | Ján Svorada (CZE)      | Lampre | m. t.      |
| 3 | Laurent Jalabert (FRA) | ONCE   | m. t.      |

|   | Ciclista               | Equip                 | Temps       |
| - | ---------------------- | --------------------- | ----------- |
| 1 | Laurent Jalabert (FRA) | ONCE                  | 13h 47' 35" |
| 2 | Bo Hamburger (DEN)     | TVM                   | + 20"       |
| 3 | Enrico Zaina (ITA)     | Carrera Jeans-Tassoni | + 21"       |

### 4a etapa[5]
19-06-1995: Bellver de Cerdanya – Boí Taüll, 226,8 km.:
|   | Ciclista                 | Equip                 | Temps      |
| - | ------------------------ | --------------------- | ---------- |
| 1 | José María Jiménez (ESP) | Banesto               | 6h 28' 10" |
| 2 | Claudio Chiappucci (ITA) | Carrera Jeans-Tassoni | + 01"      |
| 3 | Félix García Casas (ESP) | Artiach               | + 15"      |

|   | Ciclista               | Equip                 | Temps       |
| - | ---------------------- | --------------------- | ----------- |
| 1 | Laurent Jalabert (FRA) | ONCE                  | 20h 16' 25" |
| 2 | Bo Hamburger (DEN)     | TVM                   | + 20"       |
| 3 | Enrico Zaina (ITA)     | Carrera Jeans-Tassoni | + 21"       |

### 5a etapa[6]
20-06-1995: Boí Taüll – Lleida, 163,3 km.:
|   | Ciclista                 | Equip  | Temps      |
| - | ------------------------ | ------ | ---------- |
| 1 | Mario Cipollini (ITA)    | Saeco  | 3h 58' 09" |
| 2 | Ján Svorada (CZE)        | Lampre | m. t.      |
| 3 | Christophe Capelle (FRA) | GAN    | m. t.      |

|   | Ciclista               | Equip                 | Temps       |
| - | ---------------------- | --------------------- | ----------- |
| 1 | Laurent Jalabert (FRA) | ONCE                  | 24h 14' 34" |
| 2 | Bo Hamburger (DEN)     | TVM                   | + 20"       |
| 3 | Enrico Zaina (ITA)     | Carrera Jeans-Tassoni | + 21"       |

### 6a etapa[7]
21-06-1995: Caves Segura Viudas (Torrelavit), 21,6 km. (CRI):
|   | Ciclista               | Equip   | Temps   |
| - | ---------------------- | ------- | ------- |
| 1 | Melcior Mauri (ESP)    | ONCE    | 20' 50" |
| 2 | Laurent Jalabert (FRA) | ONCE    | + 1"    |
| 3 | Aitor Garmendia (ESP)  | Banesto | + 8"    |

|   | Ciclista               | Equip   | Temps       |
| - | ---------------------- | ------- | ----------- |
| 1 | Laurent Jalabert (FRA) | ONCE    | 24h 35' 25" |
| 2 | Melcior Mauri (ESP)    | ONCE    | + 35"       |
| 3 | Jesús Montoya (ESP)    | Banesto | + 49"       |

### 7a etapa[8]
22-06-1995: Barcelona – Olot, 198,4 km.:
|   | Ciclista               | Equip                 | Temps      |
| - | ---------------------- | --------------------- | ---------- |
| 1 | Laurent Jalabert (FRA) | ONCE                  | 4h 49' 29" |
| 2 | Enrico Zaina (ITA)     | Carrera Jeans-Tassoni | m. t.      |
| 3 | Jesús Montoya (ESP)    | Banesto               | m. t.      |

|   | Ciclista               | Equip   | Temps       |
| - | ---------------------- | ------- | ----------- |
| 1 | Laurent Jalabert (FRA) | ONCE    | 29h 24' 54" |
| 2 | Melcior Mauri (ESP)    | ONCE    | + 46"       |
| 3 | Jesús Montoya (ESP)    | Banesto | + 49"       |

## Bibliografia

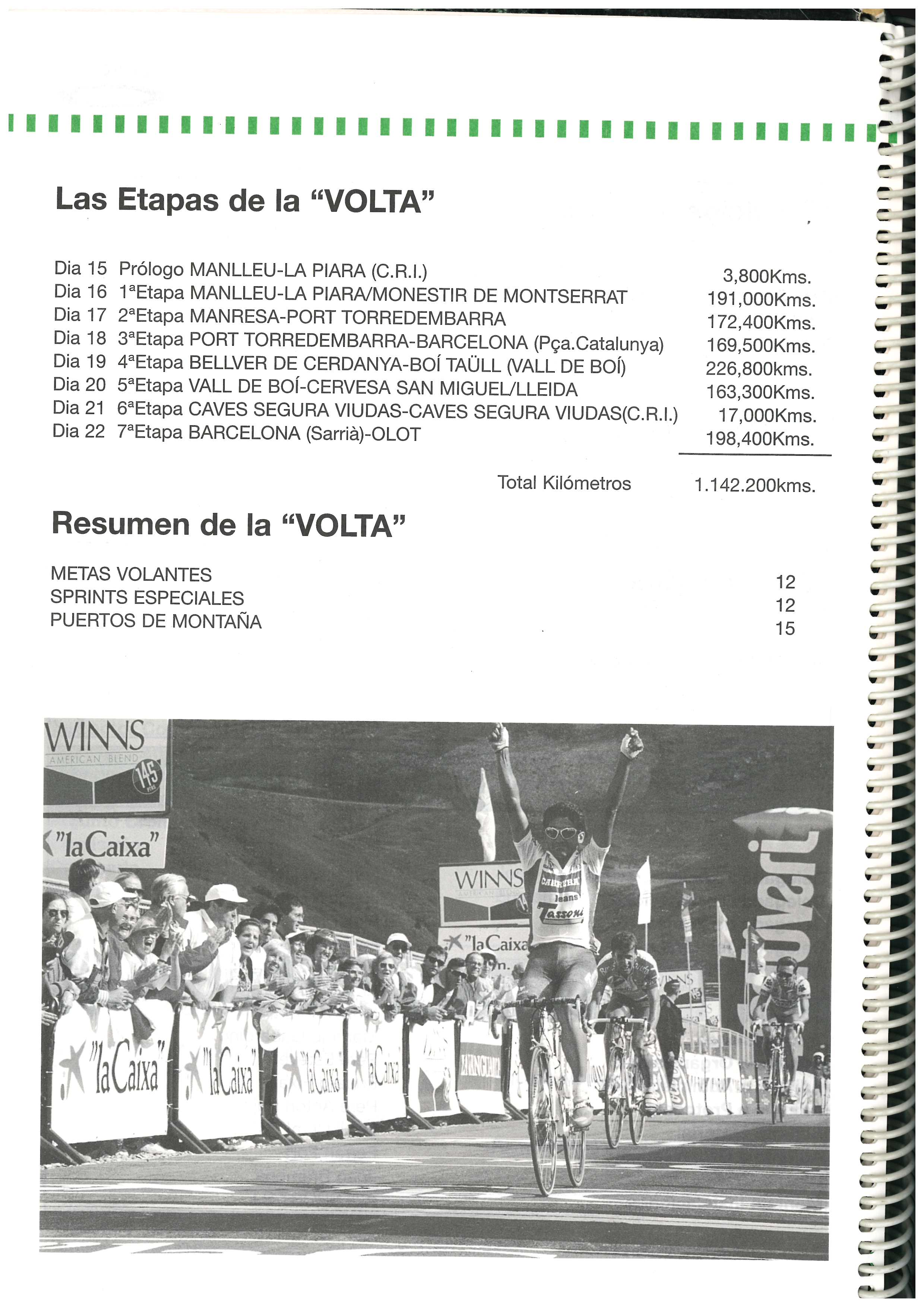

## Classificació General
|    | Ciclista                       | Equip                 | Temps       |
| -- | ------------------------------ | --------------------- | ----------- |
| 1  | Laurent Jalabert (FRA)         | ONCE                  | 29h 24' 54" |
| 2  | Melcior Mauri (ESP)            | ONCE                  | + 46"       |
| 3  | Jesús Montoya (ESP)            | Banesto               | + 49"       |
| 4  | Enrico Zaina (ITA)             | Carrera Jeans-Tassoni | + 1' 17"    |
| 5  | Bo Hamburger (DEN)             | TVM                   | + 1' 48"    |
| 6  | Francisco Javier Mauleón (ESP) | Mapei                 | + 1' 49"    |
| 7  | Daniel Clavero (ESP)           | Artiach               | + 3' 04"    |
| 8  | Stephen Hodge (AUS)            | Festina               | + 3' 23"    |
| 9  | Juan Carlos Vicario (ESP)      | Castellblanch         | + 6' 11"    |
| 10 | José María Jiménez (ESP)       | Banesto               | + 6' 22"    |

## Classificació de la muntanya
|   | Ciclista                 | Equip   | Punts |
| - | ------------------------ | ------- | ----- |
| 1 | Pascal Hervé (FRA)       | Festina | 68    |
| 2 | José María Jiménez (ESP) | Banesto | 45    |
| 3 | Félix García Casas (ESP) | Artiach | 40    |

## Classificació de les Metes volants
|   | Ciclista                 | Equip   | Punts |
| - | ------------------------ | ------- | ----- |
| 1 | Orlando Rodrigues (POR)  | Artiach | 17    |
| 2 | Félix García Casas (ESP) | Artiach | 8     |
| 3 | Marco Zen (ITA)          | Lampre  | 5     |

## Millor Equip
|   | Equip   | Nacionalitat | Temps       |
| - | ------- | ------------ | ----------- |
| 1 | ONCE    | Espanya      | 88h 07' 05" |
| 2 | Artiach | Espanya      | + 10' 54"   |
| 3 | Banesto | Espanya      | + 15' 15"   |